# Saison 2 du Monde incroyable de Gumball
Chronologie
Première saison Troisième saison
La deuxième saison de la série d'animation britannico-américaine Le Monde incroyable de Gumball (The Amazing World of Gumball) est originellement diffusée du 7 août 2012 au 3 décembre 2013 sur la chaîne télévisée américaine Cartoon Network. Composée de 40 épisodes, la saison débute avec l'épisode La Télécommande et se termine avec La Fin. La saison se concentre sur les mésaventures de Gumball Watterson, un jeune chat anthropomorphe bleu de 12 ans, et de son frère adoptif, Darwin, un poisson rouge.

## Développement

### Concept
La saison se concentre sur les mésaventures de Gumball Watterson, un jeune chat anthropomorphe bleu de 12 ans, et de son frère adoptif, Darwin, un poisson rouge. Ensemble, souvent avec les membres de leur famille, ils causent des dégâts aussi bien dans leur maison que dans leur école, le collège d'Elmore. Dans une vidéo documentée de la deuxième saison, le créateur de la série Ben Bocquelet s'étend sur le développement de ses personnages.

### Production
Avant la première diffusion de la série sur Cartoon Network, une seconde saison est initialement annoncé en mars 2011, composée de 11 épisodes de 40 minutes. La production de la saison démarre en juin la même année. Le producteur exécutif et vice-président de Cartoon Network Development Studio Europe, Daniel Lennard, partage sont enthousiasme concernant cette série qu'il considère comme l'« une des séries d'animation les plus excitantes à lancer de ces dernières années (...). » La saison marque un changement de visuel comparé à la première saison ; Bocquelet explique que lui et son équipe de production se devait d'adapter le style artistique dans l'animation de ses personnages afin de travailler dans un environnement en 2D et en 3D. Lors d'une entrevue avec le site World Screen, il décrit son travail acharné sur cette saison, qui s'avérait aussi difficile que la première.

## Épisodes
| No. épisode | No. dans la saison | Titres (français et original) | Scénario                                                                          | Date de diffusion                                                                              | Date de diffusion                                           |
| --- | ------------------ | ----------------------------- | --------------------------------------------------------------------------------- | ---------------------------------------------------------------------------------------------- | ----------------------------------------------------------- |
| 37 | 1                  | La Télécommande The Remote    | Ben Bocquelet, Jon Foster, James Lamont, & Mic Graves                             | 7 août 2012                                                                                    | 5 décembre 2012                                             |
| Les membres de la famille Watterson tentent de prendre contrôle de la télécommande, du fait que leurs émissions passent en même temps. Note: En France, c'est le dernier épisode mettant en vedette Sasha Capelluto sous le nom de Darwin et le premier à présenter Tim Belasri comme remplaçant.                                      |                    |                               |                                                                                   |                                                                                                |                                                             |
| 38 | 2                  | Le Géant The Colossus         | Ben Bocquelet, Jon Foster, James Lamont, & Mic Graves                             | 14 août 2012                                                                                   | 21 novembre 2012                                            |
| Gumball et Darwin font craquer Hector, un géant résidant à Elmore, et qui se met à tout détruire sur son passage. |                    |                               |                                                                                   |                                                                                                |                                                             |
| 39 | 3                  | Les Chevaliers The Knights    | Ben Bocquelet, Jon Foster, James Lamont, & Mic Graves                             | 21 août 2012                                                                                   | 14 novembre 2012                                            |
| Gumball est défié dans une joute contre Tobias pour gagner l'affection de Penny. |                    |                               |                                                                                   |                                                                                                |                                                             |
| 40 | 4                  | Le Frigo The Fridge           | Ben Bocquelet, Jon Foster, James Lamont, & Mic Graves                             | 4 septembre 2012 (en ligne) 7 septembre 2012 (VOD)                                             | 28 novembre 2012                                            |
| Nicole découvre que Gumball n'a aucune ambition, et décide de le transformer en vainqueur. |                    |                               |                                                                                   |                                                                                                |                                                             |
| 41 | 5                  | La Fleur The Flower           | Ben Bocquelet, Jon Foster, James Lamont, & Mic Graves                             | 11 septembre 2012 (en ligne) 14 septembre 2012 (VOD)                                           | 12 décembre 2012                                            |
| Leslie rend Gumball jaloux lorsqu'il est avec Penny. |                    |                               |                                                                                   |                                                                                                |                                                             |
| 42 | 6                  | La Banane The Banana          | Ben Bocquelet, Jon Foster, & James Lamont                                         | 18 septembre 2012 (en ligne) 21 septembre 2012 (VOD)                                           | 19 décembre 2012                                            |
| Darwin prête un stylo à Joe la Banane, mais voyant qu'il l'a mâchouillé lorsqu'il lui ait rendu, Gumball décide de se venger. |                    |                               |                                                                                   |                                                                                                |                                                             |
| 43 | 7                  | Le Téléphone The Phone        | Ben Bocquelet, Chris Garbutt, & Mic Graves                                        | 28 septembre 2012                                                                              | 2 janvier 2013                                              |
| Gumball et Darwin reçoivent leur tout première téléphone portable, mais donne leur numéro à leur ami « émotif » Ocho. Lorsque Darwin devient accro à son téléphone, Gumball tente de lui reprendre et envoie accidentellement un message à Ocho, lui demandant de venir se battre.                                                     |                    |                               |                                                                                   |                                                                                                |                                                             |
| 44 | 8                  | Le Travail The Job            | Ben Bocquelet, Jon Foster, James Lamont, & Mic Graves                             | 28 septembre 2012                                                                              | 5 décembre 2012                                             |
| Richard obtient un travail de livreur de pizza, et Nicole s'inquiète. Entretemps, de nombreux phénomènes étranges et surréalistes surviennent, apparemment du fait que Richard n'était pas destiné à travailler, et provoque ces phénomènes sans intentions.                                                                           |                    |                               |                                                                                   |                                                                                                |                                                             |
| 45 | 9                  | Halloween                     | Ben Bocquelet, Jon Foster, & James Lamont                                         | 5 octobre 2012                                                                                 | 9 janvier 2013                                              |
| Carrie invite Gumball, Darwin et Anaïs dans une vraie maison hantée pour Halloween. |                    |                               |                                                                                   |                                                                                                |                                                             |
| 46 | 10                 | Le Trésor The Treasure        | Ben Bocquelet, Jon Foster, James Lamont, & Mic Graves                             | 26 octobre 2012                                                                                | 16 janvier 2013                                             |
| Gumball, Darwin, et Anaïs tentent de découvrir pourquoi la famille n'a jamais d'objets de qualité. |                    |                               |                                                                                   |                                                                                                |                                                             |
| 47 | 11                 | Les Excuses The Apology       | Ben Bocquelet, Jon Foster, & James Lamont                                         | 9 novembre 2012                                                                                | 26 novembre 2012                                            |
| Mademoiselle Simian doit des excuses à Gumball et Darwin, mais elle refuse catégoriquement de leur en donner. |                    |                               |                                                                                   |                                                                                                |                                                             |
| 48 | 12                 | L'Honnêteté The Words         | Ben Bocquelet, Jon Foster, & James Lamont                                         | 13 novembre 2012                                                                               | TBA                                                         |
| Darwin, trop poli pour dire ce qu'il a sur le cœur, Gumball décide de lui apprendre à être plus direct. |                    |                               |                                                                                   |                                                                                                |                                                             |
| 49 | 13                 | Le Voleur The Skull           | Ben Bocquelet, Jon Foster, James Lamont, & Mic Graves                             | 20 novembre 2012                                                                               | 19 novembre 2012                                            |
| Clayton détruit accidentellement les vestiaires des garçons, et Gumball et Darwin mentent sur ce qu'il s'est passé. Cependant, Gumball et Darwin sentent être sous l'influence de Clayton. |                    |                               |                                                                                   |                                                                                                |                                                             |
| 50 | 14                 | Le Pari The Bet               | Ben Bocquelet, Jon Foster, & James Lamont                                         | 15 décembre 2012                                                                               | TBA                                                         |
| Bobert devient l'esclave de Gumball pendant une journée après avoir perdu un pari. |                    |                               |                                                                                   |                                                                                                |                                                             |
| 51 | 15                 | Noël Christmas                | Ben Bocquelet, Jon Foster, & James Lamont                                         | 4 décembre 2012 (en ligne) 18 décembre 2012 (VOD, DVD et Blu-ray) 22 décembre 2012 (à la télé) | 24 décembre 2013 (Cartoon Network) 24 décembre 2016 (Gulli) |
| Le Père Noël se fait accidentellement roulé dessus pendant sa visite à Elmore, c'est donc aux Wattersons de sauver Noël. |                    |                               |                                                                                   |                                                                                                |                                                             |
| 52 | 16                 | La Montre The Watch           | Ben Bocquelet, Jon Foster, & James Lamont                                         | 1er février 2013                                                                               | TBA                                                         |
| Gumball et Darwin doivent mettre la mains sur une vieille montre de famille que Darwin a accidentellement donné à un vieillard. |                    |                               |                                                                                   |                                                                                                |                                                             |
| 53 | 17                 | Le Bouseux The Bumpkin        | Ben Bocquelet, Jon Foster, James Lamont, & Mic Graves                             | 15 février 2013                                                                                | TBA                                                         |
| Envieux de son mode de vie sain, Gumball invite Idaho à venir enseigner son mode de vie à sa famille. |                    |                               |                                                                                   |                                                                                                |                                                             |
| 54 | 18                 | Les Lâcheurs The Flakers      | Ben Bocquelet, Jon Foster, & James Lamont                                         | 1er mars 2013                                                                                  | 5 juin 2013                                                 |
| Gumball en veut beaucoup à Darwin de ne pas l'avoir soutenu lors d'une dispute contre Tina, et le traite de lâcheur. Mais Darwin n'est pas de cet avis et refuse de s'excuser. Anaïs va essayer de les réconcilier. Pendant ce temps, Richard, qui a subi une opération chez le dentiste, ressent toujours les effets de l'anesthésie. |                    |                               |                                                                                   |                                                                                                |                                                             |
| 55 | 19                 | L'Autorité The Authority      | Ben Bocquelet, Jon Brittain, Jon Foster, James Lamont, & Mic Graves               | 2 mars 2013                                                                                    | 15 mai 2013                                                 |
| Une fois Richard hospitalisé à la suite d'un accident, Mamie JoJo surprotège sa famille, malgré les réprimandes de Nicole. |                    |                               |                                                                                   |                                                                                                |                                                             |
| 56 | 20                 | Le Virus The Virus            | Ben Bocquelet, Jon Foster, & James Lamont                                         | 5 avril 2013                                                                                   | TBA                                                         |
| Un virus maléfique tente de se venger de Gumball, Darwin, et Teri, après qu'ils ont dissout son armée de bactéries. |                    |                               |                                                                                   |                                                                                                |                                                             |
| 57 | 21                 | Le Poney The Pony             | Ben Bocquelet, Jon Brittain, Mic Graves, Jon Foster, & James Lamont               | 19 avril 2013                                                                                  | TBA                                                         |
| Gumball et Darwin louent un film pour le regarder avec Anaïs, mais prennent du temps à rentrer chez eux. |                    |                               |                                                                                   |                                                                                                |                                                             |
| 58 | 22                 | Le Héros The Hero             | Ben Bocquelet, Jon Foster, James Lamont, & Mic Graves                             | 26 avril 2013                                                                                  | TBA                                                         |
| Richard déprime lorsqu'il apprend que Gumball et Darwin ont honte de lui. |                    |                               |                                                                                   |                                                                                                |                                                             |
| 59 | 23                 | Le Rêve The Dream             | Ben Bocquelet, Jon Brittain, Tom Crowley, Jon Foster, James Lamont, & Tobi Wilson | 7 juin 2013                                                                                    | TBA                                                         |
| Gumball éprouve de la rancœur à l'encontre de Darwin pour avoir embrassé Penny à sa place dans un rêve. |                    |                               |                                                                                   |                                                                                                |                                                             |
| 60 | 24                 | Le Sous-Fifre The Sidekick    | Ben Bocquelet, Jon Brittain, Tom Crowley, Jon Foster, James Lamont, & Tobi Wilson | 28 juin 2013                                                                                   | TBA                                                         |
| Les tentatives de Gumball et Darwin pour que Tobias leur rende leur jeu-vidéo sont entravées quand Darwin commence à se sentir comme un simple acolyte à Gumball. |                    |                               |                                                                                   |                                                                                                |                                                             |
| 61 | 25                 | La Photo The Photo            | Ben Bocquelet, Jon Brittain, Tom Crowley, Jon Foster, James Lamont, & Tobi Wilson | 5 juillet 2013                                                                                 | TBA                                                         |
| Gumball tente de paraître beau sur sa photo de classe. |                    |                               |                                                                                   |                                                                                                |                                                             |
| 62 | 26                 | La Poubelle The Tag           | Ben Bocquelet, Jon Brittain, Tom Crowley, Jon Foster, James Lamont, & Tobi Wilson | 19 juillet 2013                                                                                | TBA                                                         |
| À cause d'une querelle avec monsieur Robinson, concernant une poubelle, Richard se retrouve assigné à résidence. Mais, il veut absolument se venger, tout comme monsieur Robinson. Gumball et Darwin tentent, de leur côté, de les réconcilier.                                                                                        |                    |                               |                                                                                   |                                                                                                |                                                             |
| 63 | 27                 | La Tornade The Storm          | Ben Bocquelet, Jon Brittain, Jon Foster, & James Lamont                           | 26 juillet 2013                                                                                | TBA                                                         |
| Gumball tente de réunir Alan et Carmen de leur rupture amoureuse. |                    |                               |                                                                                   |                                                                                                |                                                             |
| 64 | 28                 | La Leçon The Lesson           | Ben Bocquelet, Jon Brittain, Tom Crowley, Jon Foster, James Lamont, & Tobi Wilson | 2 août 2013                                                                                    | TBA                                                         |
| Gumball et Darwin trichent à leur examen de maths, et sont alors conduits en salle de colle. |                    |                               |                                                                                   |                                                                                                |                                                             |
| 65 | 29                 | Le Jeu The Game               | Ben Bocquelet, Jon Brittain, Tom Crowley, Jon Foster, James Lamont, & Tobi Wilson | 9 août 2013                                                                                    | TBA                                                         |
| La famille Watterson doit survivre à un jeu d'« Action ou esquive » riche en conséquences. |                    |                               |                                                                                   |                                                                                                |                                                             |
| 66 | 30                 | La limite The Limit           | Ben Bocquelet, Jon Foster, Chris Garbutt, & James Lamont                          | 16 août 2013                                                                                   | TBA                                                         |
| Nicole devient folle furieuse, après que Gumball, Darwin, Anaïs et Richard ont tenté de voler des bonbons dans un supermarché. |                    |                               |                                                                                   |                                                                                                |                                                             |
| 67 | 31                 | La Voix The Voice             | Ben Bocquelet, Jon Brittain, Tom Crowley, Jon Foster, James Lamont, & Tobi Wilson | 13 septembre 2013                                                                              | TBA                                                         |
| Gumball et Darwin reçoivent un e-mail menaçant anonyme, et suspectent tout le monde à leur école. |                    |                               |                                                                                   |                                                                                                |                                                             |
| 68 | 32                 | La Promesse The Promise       | Ben Bocquelet, Jon Brittain, Tom Crowley, Jon Foster, James Lamont, & Tobi Wilson | 20 septembre 2013                                                                              | TBA                                                         |
| Darwin tente de retarder une promesse faite à Joe la Banane, afin de jouer à un jeu vidéo avec Gumball. |                    |                               |                                                                                   |                                                                                                |                                                             |
| 69 | 33                 | Le Domaine The Castle         | Ben Bocquelet, Jon Brittain, Tom Crowley, Jon Foster, James Lamont, & Tobi Wilson | 27 septembre 2013                                                                              | TBA                                                         |
| Richard doit s'occuper de la maison en l'absence de Nicole, mais son manque d'autorité et sa trop grande tolérance attirent des intrus indésirables. |                    |                               |                                                                                   |                                                                                                |                                                             |
| 70 | 34                 | L'Incompris The Boombox       | Ben Bocquelet, Jon Brittain, Tom Crowley, Jon Foster, James Lamont, & Tobi Wilson | 4 octobre 2013                                                                                 | TBA                                                         |
| Gumball et Darwin tentent de comprendre le message en beatbox de Juke. |                    |                               |                                                                                   |                                                                                                |                                                             |
| 71 | 35                 | La Cassette The Tape          | Ben Bocquelet, Jon Foster, & James Lamont                                         | 11 octobre 2013                                                                                | 20 juin 2013                                                |
| Gumball et Darwin filment une série de vidéos sur leur caméra. |                    |                               |                                                                                   |                                                                                                |                                                             |
| 72 | 36                 | Les Pulls The Sweaters        | Ben Bocquelet, Jon Foster, & James Lamont                                         | 18 octobre 2013                                                                                | TBA                                                         |
| Sans même s'en soucier, la réputation de Gumball et Darwin est remise en cause par deux étudiants humains d'un lycée voisin. |                    |                               |                                                                                   |                                                                                                |                                                             |
| 73 | 37                 | Internet The Internet         | Yann Benedi, Ben Bocquelet, Guillaume Cassuto, & Antoine Perez                    | 1er novembre 2013                                                                              | 20 novembre 2013                                            |
| Gumball met accidentellement une vidéo en ligne de lui sur Elmore Stream, et est forcé de se confronter à Internet en personne. |                    |                               |                                                                                   |                                                                                                |                                                             |
| 74 | 38                 | Le Plan The Plan              | Ben Bocquelet, Jon Foster, James Lamont, & Tobi Wilson                            | 15 novembre 2013                                                                               | 27 novembre 2013                                            |
| Pensant que leur mère est séduite par un dénommé « Daniel Lennard », les enfants Watterson tentent de trouver un plan pour la sauver. |                    |                               |                                                                                   |                                                                                                |                                                             |
| 75 | 39                 | Le Monde The World            | Ben Bocquelet, Jon Brittain, Tom Crowley, Jon Foster, James Lamont, & Tobi Wilson | 22 novembre 2013                                                                               | 4 décembre 2013                                             |
| L'épisode montre la vie des objets « inanimés » de la série. |                    |                               |                                                                                   |                                                                                                |                                                             |
| 76 | 40                 | La Fin The Finale             | Ben Bocquelet, Jon Brittain, Tom Crowley, Jon Foster, James Lamont, & Tobi Wilson | 6 décembre 2013                                                                                | 11 décembre 2013                                            |
| La famille Watterson est surprise de découvrir que toutes leurs actions passées ont des conséquences. La fin de l'épisode est inconnue. |                    |                               |                                                                                   |                                                                                                |                                                             |

## Accueil

### Audience
La saison débute avec l'épisode La télécommande, regardé par 1,805 millions de téléspectateurs américains, marquant une légère déclinaison de la série, comparée à la première saison et ses 2,120 millions de téléspectateurs ayant assisté au premier épisode. Néanmoins, l'épisode le plus regardé, toutes saisons confondues, s'intitule Le virus, avec 2,570 millions de téléspectateurs.

### Presse spécialisée
Ken Tucker de Entertainment Weekly attribue au premier épisode de la série, La Télécommande, un accueil favorable. Dans son article, il prône l'« animation sophistiquée composée de personnages et la maîtrise de l'émission qui fait appel aussi bien aux jeunes qu'aux vieux. »